# Llista de monuments de Manresa
Llista de monuments de Manresa inclosos en l'Inventari del Patrimoni Arquitectònic Català per al municipi de Manresa (Bages). Inclou els inscrits en el Registre de Béns Culturals d'Interès Nacional (BCIN) amb la classificació de monuments històrics i els Béns Culturals d'Interès Local (BCIL) de caràcter arquitectònic.
| Monument                                                                       | Protecció       | Estil/època                                                          | Localització                                                                            | Coordenades                                            | Codi?         | Imatge |
| ------------------------------------------------------------------------------ | --------------- | -------------------------------------------------------------------- | --------------------------------------------------------------------------------------- | ------------------------------------------------------ | ------------- | --- |
| Pont Vell                                                                      | BCIN 150-MH     | Gòtic XIII-XIV                                                       | Manresa                                                                                 | 41° 43′ 15″ N, 1° 49′ 48″ E / 41.720721°N,1.830015°E   | RI-51-0001253 | Pont Vell (Manresa) · Vegeu més fotos d'aquest monument · Carregueu una nova foto d'aquest monument                                                   |
| Església de Santa Maria de l'Alba, la Seu                                      | BCIN 151-MH     | Romànic, gòtic XI-XII, XIV-XV                                        | Manresa Baixada de la Seu, 1                                                            | 41° 43′ 19″ N, 1° 49′ 39″ E / 41.722056°N,1.827612°E   | RI-51-0000430 | Església de Santa Maria de l'Alba (Manresa) · Vegeu més fotos d'aquest monument · Carregueu una nova foto d'aquest monument                           |
| Casino                                                                         | BCIN 156-MH     | Modernisme XX                                                        | Manresa Pg. de Pere III, 27                                                             | 41° 43′ 38″ N, 1° 49′ 24″ E / 41.727269°N,1.823281°E   | RI-51-0004409 | Casino (Manresa) · Vegeu més fotos d'aquest monument · Carregueu una nova foto d'aquest monument                                                      |
| Recinte emmurallat de Manresa                                                  | BCIN 1019-MH    | Romànic, gòtic X-XI, XII, XIII                                       | Manresa                                                                                 | 41° 43′ 18″ N, 1° 49′ 38″ E / 41.721672°N,1.827232°E   | RI-51-0005521 | Recinte emmurallat de Manresa · Vegeu més fotos d'aquest monument · Carregueu una nova foto d'aquest monument                                         |
| Restes de la fortalesa al Puigterrà o al turó del Castell                      | BCIN 1020-MH    |                                                                      | Manresa                                                                                 | 41° 43′ 41″ N, 1° 49′ 35″ E / 41.727949°N,1.826507°E   | RI-51-0005523 | Restes de la fortalesa al Puigterrà (Manresa) · Vegeu més fotos d'aquest monument · Carregueu una nova foto d'aquest monument                         |
| La Culla                                                                       | BCIN 1021-MH    | Obra popular XVII                                                    | Manresa                                                                                 | 41° 43′ 14″ N, 1° 50′ 23″ E / 41.720645°N,1.839795°E   | RI-51-0005522 | La Culla (Manresa) · Vegeu més fotos d'aquest monument · Carregueu una nova foto d'aquest monument                                                    |
| Can Miralda - Els Panyos, o Fàbrica Portabella                                 | BCIN 4027-MH-EN | Obra popular XIX                                                     | Manresa Francesc Moragues, 36-64                                                        | 41° 43′ 25″ N, 1° 48′ 54″ E / 41.723513°N,1.815008°E   | RI-51-0012329 | Can Miralda - Els Panyos (Manresa) · Vegeu més fotos d'aquest monument · Carregueu una nova foto d'aquest monument                                    |
| Torre de Santa Caterina                                                        | BCIN 4037-MH    | Obra popular XIX                                                     | Manresa Ctra. Manresa-Igualada, km 9                                                    | 41° 43′ 06″ N, 1° 49′ 35″ E / 41.718455°N,1.826472°E   | IPA-16534     | Torre de Santa Caterina (Manresa) · Vegeu més fotos d'aquest monument · Carregueu una nova foto d'aquest monument                                     |
| Torre dels Comtals o dels Comdals                                              | BCIN 4038-MH    | Obra popular XII                                                     | Manresa Colònia els Comtals, antiga via de Boades a Manresa.                            | 41° 41′ 49″ N, 1° 50′ 35″ E / 41.697000°N,1.843165°E   | IPA-37853     | Torre dels Comtals (Manresa) · Vegeu més fotos d'aquest monument · Carregueu una nova foto d'aquest monument                                          |
| Creu de terme de Coll Manresa                                                  | BCIN 4039-MH    | Obra popular XV                                                      | Manresa Ctra. Manresa-Igualada km 0,3                                                   | 41° 43′ 18″ N, 1° 49′ 03″ E / 41.721722°N,1.817444°E   | IPA-16659     | Creu de terme de Coll Manresa (Manresa) · Vegeu més fotos d'aquest monument · Carregueu una nova foto d'aquest monument                               |
| Creu de terme del Pont Vell                                                    | BCIN 4040-MH    | Obra popular XVI-XX                                                  | Manresa Ctra. d'Esparreguera, a 40 m del Pont Vell                                      | 41° 43′ 19″ N, 1° 49′ 52″ E / 41.722063°N,1.831119°E   | IPA-16661     | Creu de terme del Pont Vell (Manresa) · Vegeu més fotos d'aquest monument · Carregueu una nova foto d'aquest monument                                 |
| Antic Col·legi de Sant Ignasi, Museu Comarcal de Manresa                       | BCIN 4155-MH    | Barroc, obra popular XVIII, XIX                                      | Manresa Via de sant Ignasi, c. Vidal i Barraquer, c. Viladordis                         | 41° 43′ 29″ N, 1° 49′ 50″ E / 41.724731°N,1.830486°E   | RI-51-0001325 | Antic Col·legi de Sant Ignasi (Manresa) · Vegeu més fotos d'aquest monument · Carregueu una nova foto d'aquest monument                               |
| Pont Nou                                                                       | BCIN 4198-MH    | Gòtic XIV                                                            | Manresa Lloc del Pontarró, extrem oest de la ciutat                                     | 41° 43′ 40″ N, 1° 48′ 50″ E / 41.727766°N,1.813816°E   | IPA-16655     | Pont Nou (Manresa) · Vegeu més fotos d'aquest monument · Carregueu una nova foto d'aquest monument                                                    |
| Casa de la Ciutat, o Ajuntament de Manresa                                     | BCIN LH         | Barroc XVIII-XX                                                      | Manresa Pl. Major, 1 - c. Jueus                                                         | 41° 43′ 23″ N, 1° 49′ 37″ E / 41.722965°N,1.826870°E   | IPA-16575     | Casa de la Ciutat (Manresa) · Vegeu més fotos d'aquest monument · Carregueu una nova foto d'aquest monument                                           |
| Església de Montserrat                                                         | BCIL 1985       | Historicisme XIX-XX                                                  | Manresa Pl. Mare de Déu de Montserrat, s/n                                              | 41° 43′ 18″ N, 1° 49′ 27″ E / 41.721737°N,1.824074°E   | IPA-16537     | Església de Montserrat (Manresa) · Vegeu més fotos d'aquest monument · Carregueu una nova foto d'aquest monument                                      |
| Antic Convent de l'Església del Carme, o Alberg del Carme                      | BCIL 1985       | Gòtic XIV-XVIII, XX                                                  | Manresa Plaça del Mil-Centenari                                                         | 41° 43′ 29″ N, 1° 49′ 33″ E / 41.724694°N,1.825949°E   | IPA-16538     | Antic Convent de l'Església del Carme (Manresa) · Vegeu més fotos d'aquest monument · Carregueu una nova foto d'aquest monument                       |
| Hospital i església de Sant Andreu                                             | BCIL 1985       | Gòtic tardà, barroc, historicisme XIV-XVI, XX                        | Manresa Plaça Hospital - c. Sant Andreu                                                 | 41° 43′ 32″ N, 1° 49′ 45″ E / 41.725432°N,1.829248°E   | IPA-16539     | Hospital i església de Sant Andreu (Manresa) · Vegeu més fotos d'aquest monument · Carregueu una nova foto d'aquest monument                          |
| La Cova: Església i Casa d'Exercicis Espirituals                               | BCIL 1985       | Barroc, eclecticisme XVI, XVII-XIX                                   | Manresa Camí de la Cova, Puig de Sant Bartomeu                                          | 41° 43′ 18″ N, 1° 49′ 52″ E / 41.721569°N,1.831139°E   | IPA-16543     | La Cova: Església i Casa d'Exercicis Espirituals (Manresa) · Vegeu més fotos d'aquest monument · Carregueu una nova foto d'aquest monument            |
| Claustre de les Caputxines                                                     | BCIL 1985       | Gòtic XVII                                                           | Manresa Carrer Talamanca, 5-7                                                           | 41° 43′ 22″ N, 1° 49′ 27″ E / 41.722767°N,1.824232°E   | IPA-16547     | Claustre de les Caputxines (Manresa) · Vegeu més fotos d'aquest monument · Carregueu una nova foto d'aquest monument                                  |
| Església del Carme                                                             | BCIL 1985       | Historicisme XIV, XX                                                 | Manresa Puigmercadal                                                                    | 41° 43′ 28″ N, 1° 49′ 37″ E / 41.724539°N,1.826818°E   | IPA-16552     | Església del Carme (Manresa) · Vegeu més fotos d'aquest monument · Carregueu una nova foto d'aquest monument                                          |
| Capella del Sant Crist del Salvador, o Sant Crist del Guix                     | BCIL 1985       | Romànic XIII                                                         | Manresa Barri del Guix                                                                  | 41° 44′ 28″ N, 1° 50′ 43″ E / 41.740998°N,1.845309°E   | IPA-16553     | Capella del Sant Crist del Salvador (Manresa) · Vegeu més fotos d'aquest monument · Carregueu una nova foto d'aquest monument                         |
| Església de Santa Llúcia i Capella del Rapte de Sant Ignasi                    | BCIL 1985       | Historicisme XX                                                      | Manresa Pl. Sant Ignasi, 17, Escodines                                                  | 41° 43′ 28″ N, 1° 49′ 45″ E / 41.724542°N,1.829301°E   | IPA-16554     | Església de Santa Llúcia i Capella del Rapte de Sant Ignasi (Manresa) · Vegeu més fotos d'aquest monument · Carregueu una nova foto d'aquest monument |
| Mas i Capella Suanya, o Capella dels Comdals                                   | BCIL 1985       | Obra popular XV-XVIII                                                | Manresa Ctra. d'Igualada. Camí de les Ferreres, a 1,7 km                                | 41° 43′ 09″ N, 1° 47′ 22″ E / 41.719028°N,1.789500°E   | IPA-16556     | Mas i Capella Suanya (Manresa) · Vegeu més fotos d'aquest monument · Carregueu una nova foto d'aquest monument                                        |
| Capella de la Mare de Déu de la Guia                                           |                 | Obra popular XX                                                      | Manresa Riba dreta del Cardener en un replà del turó de Sta. Caterina                   | 41° 43′ 07″ N, 1° 49′ 50″ E / 41.718709°N,1.830452°E   | IPA-16558     | Capella de la Mare de Déu de la Guia (Manresa) · Vegeu més fotos d'aquest monument · Carregueu una nova foto d'aquest monument                        |
| Església de Santa Maria de Viladordis, o Santuari de la Salut                  | BCIL 1985       | Romànic XII-XII, XVI-XVII                                            | Manresa Ctra. Manresa, km 3                                                             | 41° 43′ 14″ N, 1° 51′ 46″ E / 41.720670°N,1.862912°E   | IPA-16559     | Església de Santa Maria de Viladordis (Manresa) · Vegeu més fotos d'aquest monument · Carregueu una nova foto d'aquest monument                       |
| Capella de Sant Jaume dels Comtals o Comdals                                   | BCIL 1985       | Romànic XII                                                          | Manresa Prop de la fàbrica i estació dels Comtals                                       | 41° 41′ 48″ N, 1° 50′ 36″ E / 41.696744°N,1.843244°E   | IPA-16560     | Carregueu una nova foto d'aquest monument |
| Capella del Remei                                                              | BCIL 1985       | Barroc XVII                                                          | Manresa C. del Remei de Dalt, 51                                                        | 41° 43′ 37″ N, 1° 49′ 54″ E / 41.726978°N,1.831636°E   | IPA-16561     | Capella del Remei (Manresa) · Vegeu més fotos d'aquest monument · Carregueu una nova foto d'aquest monument                                           |
| Monestir de Santa Clara                                                        | BCIL 1985       | Modernisme, romànic XX                                               | Manresa C. Nou de Santa Clara, 62                                                       | 41° 43′ 13″ N, 1° 50′ 08″ E / 41.720279°N,1.835587°E   | IPA-16563     | Monestir de Santa Clara (Manresa) · Vegeu més fotos d'aquest monument · Carregueu una nova foto d'aquest monument                                     |
| Església de Sant Josep                                                         | BCIL 1985       | Historicisme XX                                                      | Manresa C. Major, 67 - pl. Mossèn Vidal                                                 | 41° 44′ 01″ N, 1° 49′ 32″ E / 41.733583°N,1.825535°E   | IPA-16565     | Església de Sant Josep (Manresa) · Vegeu més fotos d'aquest monument · Carregueu una nova foto d'aquest monument                                      |
| Església de Crist Rei                                                          | BCIL 1985       | Historicisme XX                                                      | Manresa Pg. Pere III, 43                                                                | 41° 43′ 43″ N, 1° 49′ 24″ E / 41.728532°N,1.823255°E   | IPA-16566     | Església de Crist Rei (Manresa) · Vegeu més fotos d'aquest monument · Carregueu una nova foto d'aquest monument                                       |
| Església de Sant Francesc de Paula, antic Auditori Municipal de Sant Francesc. | BCIL 1985       | Historicisme XVII-XIX                                                | Manresa C. Sant Francesc, 13                                                            | 41° 43′ 21″ N, 1° 49′ 21″ E / 41.722447°N,1.822498°E   | IPA-16567     | Església de Sant Francesc de Paula (Manresa) · Vegeu més fotos d'aquest monument · Carregueu una nova foto d'aquest monument                          |
| Capella de Sant Marc                                                           | BCIL 1985       | Gòtic XV                                                             | Manresa Carrer Sant Marc, 2                                                             | 41° 43′ 17″ N, 1° 49′ 47″ E / 41.721505°N,1.829731°E   | IPA-16568     | Capella de Sant Marc (Manresa) · Vegeu més fotos d'aquest monument · Carregueu una nova foto d'aquest monument                                        |
| Casa Oller, abans Soler de la Plana                                            | BCIL 1985       | Barroc XVIII                                                         | Manresa Plana de l'Om, 7                                                                | 41° 43′ 25″ N, 1° 49′ 29″ E / 41.723640°N,1.824835°E   | IPA-16569     | Casa Oller (Manresa) · Vegeu més fotos d'aquest monument · Carregueu una nova foto d'aquest monument                                                  |
| Quiosc de l'Arpa                                                               | BCIL 1985       | Modernisme XX                                                        | Manresa Plaça Fius i Palà                                                               | 41° 43′ 29″ N, 1° 49′ 27″ E / 41.724781°N,1.824102°E   | IPA-16570     | Quiosc de l'Arpa (Manresa) · Vegeu més fotos d'aquest monument · Carregueu una nova foto d'aquest monument                                            |
| Casa Asols                                                                     | BCIL 1985       | Casal barroc construït l'any 1789. XVIII                             | Manresa Carrer Codinella, 7-9                                                           | 41° 43′ 23″ N, 1° 49′ 41″ E / 41.723109°N,1.827956°E   | IPA-16571     | Casa Asols (Manresa) · Vegeu més fotos d'aquest monument · Carregueu una nova foto d'aquest monument                                                  |
| Arc del carrer d'en Botí                                                       | BCIL 1985       | Gòtic XIV                                                            | Manresa Carrer d'en Botí - Carrer Sant Miquel, 12-14                                    | 41° 43′ 25″ N, 1° 49′ 34″ E / 41.723678°N,1.826121°E   | IPA-16572     | Arc del carrer d'en Botí (Manresa) · Vegeu més fotos d'aquest monument · Carregueu una nova foto d'aquest monument                                    |
| Casa Suanya                                                                    | BCIL 1985       | Casal barroc XVIII                                                   | Manresa Carrer Urgell, 5-7 - Carrer Cirera, 2                                           | 41° 43′ 26″ N, 1° 49′ 26″ E / 41.723813°N,1.823945°E   | IPA-16573     | Casa Suanya (Manresa) · Vegeu més fotos d'aquest monument · Carregueu una nova foto d'aquest monument                                                 |
| Casa Arderiu, o Casa Viñas                                                     | BCIL 1985       | Neoclassicisme Josep Firmat i Serramalera XX (1910)                  | Manresa Carrer de Jaume I, 13. Muralla de Sant Domènec, 5.                              | 41° 43′ 31″ N, 1° 49′ 23″ E / 41.725231°N,1.822982°E   | IPA-16574     | Casa Arderiu (Manresa) · Vegeu més fotos d'aquest monument · Carregueu una nova foto d'aquest monument                                                |
| Casa Vidal                                                                     | BCIL 1985       | Neoclassicisme XIX (1864)                                            | Manresa Plaça Gispert, 4                                                                | 41° 43′ 23″ N, 1° 49′ 23″ E / 41.722952°N,1.822963°E   | IPA-16576     | Casa Vidal (Manresa) · Vegeu més fotos d'aquest monument · Carregueu una nova foto d'aquest monument                                                  |
| Nucli antic de Manresa                                                         |                 | XIII                                                                 | Manresa Nucli Antic                                                                     | 41° 43′ 24″ N, 1° 49′ 37″ E / 41.723308°N,1.826948°E   | IPA-16577     | Nucli antic de Manresa · Vegeu més fotos d'aquest monument · Carregueu una nova foto d'aquest monument                                                |
| Edifici dels antics Jutjats de Primera Instància                               | BCIL 1985       | Barroc XVII-XX                                                       | Manresa Baixada de la Seu, 2                                                            | 41° 43′ 22″ N, 1° 49′ 39″ E / 41.722657°N,1.827609°E   | IPA-16578     | Edifici dels Jutjats de Primera Instància (Manresa) · Vegeu més fotos d'aquest monument · Carregueu una nova foto d'aquest monument                   |
| Casa Torrents, la Buresa                                                       | BCIL 1985       | Historicisme Ignasi Oms i Ponsa XX (1908)                            | Manresa Plaça Fius i Palà, 1                                                            | 41° 43′ 29″ N, 1° 49′ 26″ E / 41.724646°N,1.823942°E   | IPA-16579     | Casa Torrents (Manresa) · Vegeu més fotos d'aquest monument · Carregueu una nova foto d'aquest monument                                               |
| Casa Torres de Bages - Argullol                                                | BCIL 1985       | Barroc XVIII                                                         | Manresa Plaça Valldaura, 1                                                              | 41° 43′ 27″ N, 1° 49′ 19″ E / 41.724031°N,1.821946°E   | IPA-16581     | Casa Torres de Bages - Argullol (Manresa) · Vegeu més fotos d'aquest monument · Carregueu una nova foto d'aquest monument                             |
| Magatzems Jorba                                                                | BCIL 1985       | Art Déco Arnald Calvet i Peyronill XX (1932-1940)                    | Manresa Pl. Sant Domènec, 2 - Born, 36                                                  | 41° 43′ 31″ N, 1° 49′ 29″ E / 41.725220°N,1.824629°E   | IPA-16582     | Magatzems Jorba (Manresa) · Vegeu més fotos d'aquest monument · Carregueu una nova foto d'aquest monument                                             |
| Casa Devant                                                                    | BCIL 1985       | Historicisme XX Inici                                                | Manresa Passeig Pere III, 25                                                            | 41° 43′ 36″ N, 1° 49′ 24″ E / 41.726747°N,1.823315°E   | IPA-16583     | Casa Devant (Manresa) · Vegeu més fotos d'aquest monument · Carregueu una nova foto d'aquest monument                                                 |
| Casa Padró-Riera                                                               | BCIL 1985       | Modernisme Bernat Pejoan i Sanmartí XX (1914-1918)                   | Manresa Pg. Pere III, 38 - c. d'Àngel Guimerà                                           | 41° 43′ 41″ N, 1° 49′ 26″ E / 41.728005°N,1.823857°E   | IPA-16584     | Casa Padró-Riera (Manresa) · Vegeu més fotos d'aquest monument · Carregueu una nova foto d'aquest monument                                            |
| Casa Torra                                                                     | BCIL 1985       | Historicisme, modernisme Ignasi Oms i Ponsa XX (1910)                | Manresa Pl. Independència, 3                                                            | 41° 43′ 37″ N, 1° 49′ 21″ E / 41.727044°N,1.822384°E   | IPA-16585     | Casa Torra (Manresa) · Vegeu més fotos d'aquest monument · Carregueu una nova foto d'aquest monument                                                  |
| Casa Lluvià                                                                    | BCIL 1985       | Modernisme Ignasi Oms i Ponsa XX (1908-1910)                         | Manresa C. Arquitecte Oms, 3-5                                                          | 41° 43′ 36″ N, 1° 49′ 22″ E / 41.726769°N,1.822821°E   | IPA-16586     | Casa Lluvià (Manresa) · Vegeu més fotos d'aquest monument · Carregueu una nova foto d'aquest monument                                                 |
| Passeig Pere III                                                               |                 | Eclecticisme XIX-XX                                                  | Manresa Pg. Pere III                                                                    | 41° 43′ 37″ N, 1° 49′ 25″ E / 41.726822°N,1.823602°E   | IPA-16587     | Passeig Pere III (Manresa) · Vegeu més fotos d'aquest monument · Carregueu una nova foto d'aquest monument                                            |
| Institut Lluís de Peguera                                                      | BCIL 1985       | Eclecticisme, modernisme Alexandre Soler i March XX                  | Manresa Plaça Espanya                                                                   | 41° 43′ 52″ N, 1° 49′ 33″ E / 41.731015°N,1.825810°E   | IPA-16588     | Institut Lluís de Peguera (Manresa) · Vegeu més fotos d'aquest monument · Carregueu una nova foto d'aquest monument                                   |
| Casa Soler-Arola, o Casa Soler Padró                                           | BCIL 1985       | Historicisme XX (1920)                                               | Manresa Passeig Pere III, 34                                                            | 41° 43′ 39″ N, 1° 49′ 26″ E / 41.727617°N,1.823792°E   | IPA-16589     | Casa Soler-Arola (Manresa) · Vegeu més fotos d'aquest monument · Carregueu una nova foto d'aquest monument                                            |
| Casa Gabernet Espanyol, o Labernat Espanyol                                    | BCIL 1985       | Historicisme, modernisme Ignasi Oms i Ponsa XX (1900)                | Manresa Passeig Pere III, 26                                                            | 41° 43′ 38″ N, 1° 49′ 26″ E / 41.727130°N,1.823753°E   | IPA-16590     | Casa Gabernet Espanyol (Manresa) · Vegeu més fotos d'aquest monument · Carregueu una nova foto d'aquest monument                                      |
| Grup Escolar Renaixença                                                        | BCIL 1985       | Racionalisme Pere Armengou i Torra XX (1934)                         | Manresa Plaça Independència, 1                                                          | 41° 43′ 39″ N, 1° 49′ 17″ E / 41.727403°N,1.821427°E   | IPA-16591     | Grup Escolar Renaixença (Manresa) · Vegeu més fotos d'aquest monument · Carregueu una nova foto d'aquest monument                                     |
| Casa Sitjes                                                                    | BCIL 1985       | Historicisme, noucentisme Alexandre Soler i March XX (1925)          | Manresa Passeig Pere III, 28                                                            | 41° 43′ 38″ N, 1° 49′ 26″ E / 41.727283°N,1.823762°E   | IPA-16592     | Casa Sitjes (Manresa) · Vegeu més fotos d'aquest monument · Carregueu una nova foto d'aquest monument                                                 |
| Casa de Cultura de la Caixa de Pensions de Manresa                             | BCIL 1985       | Modernisme, eclecticisme Enric Sagnier i Villavecchia XX (1920-1924) | Manresa Guimerà - Muralla de Sant Domènec                                               | 41° 43′ 32″ N, 1° 49′ 26″ E / 41.725546°N,1.823902°E   | IPA-16593     | Casa de Cultura de la Caixa de Pensions (Manresa) · Vegeu més fotos d'aquest monument · Carregueu una nova foto d'aquest monument                     |
| Casa Padró-Domènech, o Llibreria Xipell                                        | BCIL 1985       | Historicisme, modernisme Ignasi Oms i Ponsa XX (1903)                | Manresa Carrer Àngel Guimerà, 40                                                        | 41° 43′ 39″ N, 1° 49′ 29″ E / 41.727554°N,1.824731°E   | IPA-16595     | Casa Padró-Domènech (Manresa) · Vegeu més fotos d'aquest monument · Carregueu una nova foto d'aquest monument                                         |
| Casa Armengou                                                                  | BCIL 1985       | Historicisme, modernisme Ignasi Oms i Ponsa XIX-XX                   | Manresa Ctra. de Vic, 15-17                                                             | 41° 43′ 33″ N, 1° 49′ 33″ E / 41.725873°N,1.825892°E   | IPA-16596     | Casa Armengou (Manresa) · Vegeu més fotos d'aquest monument · Carregueu una nova foto d'aquest monument                                               |
| Banca Catalana                                                                 | BCIL 1985       | Historicisme XX (1900)                                               | Manresa Carrer Guimerà, 30-32                                                           | 41° 43′ 37″ N, 1° 49′ 29″ E / 41.727024°N,1.824825°E   | IPA-16597     | Banca Catalana (Manresa) · Vegeu més fotos d'aquest monument · Carregueu una nova foto d'aquest monument                                              |
| Escola d'Arts i Oficis, antic Col·legi dels Infants                            | BCIL 1985       | Historicisme, modernisme XIX-XX                                      | Manresa Ctra. de Vic, 16                                                                | 41° 43′ 34″ N, 1° 49′ 35″ E / 41.726014°N,1.826490°E   | IPA-16598     | Escola d'Arts i Oficis (Manresa) · Vegeu més fotos d'aquest monument · Carregueu una nova foto d'aquest monument                                      |
| Casa Caritat                                                                   | BCIL 1985       | Neoclassicisme XIX                                                   | Manresa Plaça Cots - Carrer Verge de l'Alba                                             | 41° 43′ 37″ N, 1° 49′ 45″ E / 41.727060°N,1.829212°E   | IPA-16600     | Casa Caritat (Manresa) · Vegeu més fotos d'aquest monument · Carregueu una nova foto d'aquest monument                                                |
| Font de Neptú                                                                  | BCIL 1985       | Neoclassicisme XIX                                                   | Manresa Ctra. Manresa-Cardona                                                           | 41° 43′ 41″ N, 1° 48′ 55″ E / 41.727997°N,1.815188°E   | IPA-16602     | Font de Neptú (Manresa) · Vegeu més fotos d'aquest monument · Carregueu una nova foto d'aquest monument                                               |
| Masia i capella de Can Font de la Serra                                        | BCIL 1985       | Obra popular XV, XVIII                                               | Manresa Ctra. de Santpedor, barri de la Parada                                          | 41° 44′ 26″ N, 1° 49′ 59″ E / 41.740545°N,1.833021°E   | IPA-16603     | Masia i capella de Can Font de la Serra (Manresa) · Vegeu més fotos d'aquest monument · Carregueu una nova foto d'aquest monument                     |
| Monument a Josep Anselm Clavé                                                  |                 | Eclecticisme XX                                                      | Manresa Pl. Josep Anselm Clavé                                                          | 41° 43′ 28″ N, 1° 49′ 23″ E / 41.724466°N,1.823116°E   | IPA-16629     | Monument a Josep Anselm Clavé (Manresa) · Vegeu més fotos d'aquest monument · Carregueu una nova foto d'aquest monument                               |
| Escultura de Sant Jordi                                                        |                 | Academicisme XX Mitjan                                               | Manresa Pl. Sant Jordi                                                                  | 41° 43′ 39″ N, 1° 49′ 49″ E / 41.727602°N,1.830297°E   | IPA-16632     | Escultura de Sant Jordi (Manresa) · Vegeu més fotos d'aquest monument · Carregueu una nova foto d'aquest monument                                     |
| Monument Escut de la Balconada                                                 |                 | Moviment modern XX                                                   | Manresa                                                                                 | 41° 43′ 10″ N, 1° 50′ 25″ E / 41.719363°N,1.840346°E   | IPA-16635     | Monument Escut de la Balconada (Manresa) · Vegeu més fotos d'aquest monument · Carregueu una nova foto d'aquest monument                              |
| La Ben Plantada de Manresa                                                     |                 | Noucentisme XX                                                       | Manresa Pg. Pere III - Pl. Bonavista                                                    | 41° 43′ 46″ N, 1° 49′ 52″ E / 41.729547°N,1.831121°E   | IPA-16637     | La Ben Plantada (Manresa) · Vegeu més fotos d'aquest monument · Carregueu una nova foto d'aquest monument                                             |
| Monument a la Llum                                                             |                 | Darreres tendències XX                                               | Manresa Pl. dels Infants                                                                | 41° 43′ 31″ N, 1° 49′ 36″ E / 41.725324°N,1.826785°E   | IPA-16638     | Monument a la Llum (Manresa) · Vegeu més fotos d'aquest monument · Carregueu una nova foto d'aquest monument                                          |
| Escultura a Pau Casals                                                         |                 | Darreres tendències Josep Barés i Soler XX (1976)                    | Manresa Parc de Puigterrà                                                               | 41° 43′ 49″ N, 1° 49′ 32″ E / 41.730237°N,1.825433°E   | IPA-16639     | Escultura a Pau Casals (Manresa) · Vegeu més fotos d'aquest monument · Carregueu una nova foto d'aquest monument                                      |
| Farinera La Favorita                                                           | BCIL 1985       | Historicisme XVI, XIX, XX                                            | Manresa Ctra. d'Esparreguera                                                            | 41° 42′ 53″ N, 1° 49′ 52″ E / 41.714848°N,1.831135°E   | IPA-16641     | Carregueu una nova foto d'aquest monument |
| Edifici de les Forces Hidroelèctriques del Segre                               | BCIL 1985       | Historicisme XIX (1894)                                              | Manresa Carrer de Llussà, 9-15                                                          | 41° 43′ 32″ N, 1° 49′ 41″ E / 41.725473°N,1.828153°E   | IPA-16642     | Edifici de les Forces Hidroelèctriques del Segre (Manresa) · Vegeu més fotos d'aquest monument · Carregueu una nova foto d'aquest monument            |
| Fàbrica Balcells                                                               | BCIL 1985       | Historicisme XIX (1891)                                              | Manresa Carrer d'Ignasi Balcells, 12-14                                                 | 41° 43′ 18″ N, 1° 49′ 24″ E / 41.721695°N,1.823413°E   | IPA-16643     | Fàbrica Balcells (Manresa) · Vegeu més fotos d'aquest monument · Carregueu una nova foto d'aquest monument                                            |
| Farinera la Florinda                                                           | BCIL 1985       | Historicisme Ignasi Oms i Ponsa XX (1913)                            | Manresa C. del Bruc, 35                                                                 | 41° 43′ 24″ N, 1° 49′ 04″ E / 41.723231°N,1.817674°E   | IPA-16644     | Farinera la Florinda (Manresa) · Vegeu més fotos d'aquest monument · Carregueu una nova foto d'aquest monument                                        |
| Farinera Albareda                                                              | BCIL 1985       | Historicisme, modernisme Alexandre Soler i March XX (1909)           | Manresa Passeig del Riu, 66                                                             | 41° 43′ 17″ N, 1° 49′ 01″ E / 41.721277°N,1.816905°E   | IPA-16645     | Farinera Albareda (Manresa) · Vegeu més fotos d'aquest monument · Carregueu una nova foto d'aquest monument                                           |
| Xemeneia de la Fàbrica del Salt, o l'Aranya                                    | BCIL 1985       | Obra popular XIX, XX Inici                                           | Manresa Carrer Sant Bartomeu, 2 - Carrer de Sant Antoni, 6                              | 41° 43′ 23″ N, 1° 49′ 45″ E / 41.722933°N,1.829041°E   | IPA-16646     | Xemeneia de la Fàbrica de Salt (Manresa) · Vegeu més fotos d'aquest monument · Carregueu una nova foto d'aquest monument                              |
| Fàbrica Bertrand i Serra, o Fàbrica Nova                                       |                 | Modernisme XX Inici                                                  | Manresa Av. Bertrand i Serra                                                            | 41° 43′ 37″ N, 1° 49′ 57″ E / 41.726930°N,1.832443°E   | IPA-16647     | Fàbrica Bertrand i Serra (Manresa) · Vegeu més fotos d'aquest monument · Carregueu una nova foto d'aquest monument                                    |
| Antic escorxador municipal                                                     | BCIL 1985       | Modernisme Ignasi Oms i Ponsa XX (1908)                              | Manresa Pl. Bages                                                                       | 41° 44′ 10″ N, 1° 49′ 27″ E / 41.736078°N,1.824125°E   | IPA-16649     | Escorxador municipal (Manresa) · Vegeu més fotos d'aquest monument · Carregueu una nova foto d'aquest monument                                        |
| Xemeneia de la fàbrica de licors de Manresa Alta, o Alcoholera Manresana       | BCIL 1985       | Obra popular XX (1900)                                               | Manresa Ctra. de Santpedor, 26-36 - Carrer Sant Antoni M. Claret                        | 41° 43′ 52″ N, 1° 49′ 56″ E / 41.731223°N,1.832311°E   | IPA-16650     | Xemeneia de la fàbrica de licors de Manresa Alta (Manresa) · Vegeu més fotos d'aquest monument · Carregueu una nova foto d'aquest monument            |
| Pont Llarg, aqüeducte de la Séquia de Manresa                                  | BCIL 1985       | Obra popular XIV                                                     | Manresa Final del camí de Juncadella                                                    | 41° 44′ 31″ N, 1° 49′ 17″ E / 41.742062°N,1.821319°E   | IPA-16651     | Pont Llarg (Manresa) · Vegeu més fotos d'aquest monument · Carregueu una nova foto d'aquest monument                                                  |
| Pont de Sant Francesc                                                          | BCIL 1985       | Obra popular XIX                                                     | Manresa A 300 m del pont de la Reforma, aigües amunt del riu Cardener.                  | 41° 43′ 15″ N, 1° 49′ 14″ E / 41.720919°N,1.820602°E   | IPA-16652     | Pont de Sant Francesc (Manresa) · Vegeu més fotos d'aquest monument · Carregueu una nova foto d'aquest monument                                       |
| Pont de la Reforma                                                             |                 | Monumentalisme academicista XX                                       | Manresa Davant de l'estació de RENFE                                                    | 41° 43′ 15″ N, 1° 49′ 33″ E / 41.720838°N,1.825929°E   | IPA-16654     | Pont de la Reforma (Manresa) · Vegeu més fotos d'aquest monument · Carregueu una nova foto d'aquest monument                                          |
| Pont de Vilomara                                                               | BCIL 1985       | Obra popular, gòtic XIV, XVII                                        | Manresa i el Pont de Vilomara i Rocafort                                                | 41° 42′ 03″ N, 1° 52′ 09″ E / 41.700834°N,1.869102°E   | IPA-16656     | Pont de Vilomara (Manresa i el Pont de Vilomara) · Vegeu més fotos d'aquest monument · Carregueu una nova foto d'aquest monument                      |
| Aqüeducte de la Font dels Llops                                                | BCIL 1985       | Obra popular XVIII Inici                                             | Manresa Barri de St Pau, darrera del camp de futbol                                     | 41° 43′ 01″ N, 1° 50′ 14″ E / 41.717027°N,1.837299°E   | IPA-16657     | Aqüeducte de la Font dels Llops (Manresa) · Vegeu més fotos d'aquest monument · Carregueu una nova foto d'aquest monument                             |
| Creu de terme de Cal Gravat, o creu de Coscorola                               | BCIL 1985       | Obra popular XIV, XVII-XVIII                                         | Manresa Ctra. Pont de Vilomara BV 1225, km 2,2                                          | 41° 42′ 58″ N, 1° 51′ 12″ E / 41.716106°N,1.853381°E   | IPA-16658     | Carregueu una nova foto d'aquest monument |
| Creu de terme de l'Agulla                                                      | BCIL 1985       | Obra popular Alexandre Soler i March XX (1965)                       | Manresa Parc de l'Agulla, ctra. de Santpedor BV-4501, km 2,5                            | 41° 45′ 02″ N, 1° 50′ 27″ E / 41.750434°N,1.840902°E   | IPA-16660     | Creu de terme de l'Agulla (Manresa) · Vegeu més fotos d'aquest monument · Carregueu una nova foto d'aquest monument                                   |
| Creu de terme del Tort                                                         | BCIL 1985       | Barroc XVI, XX Inici                                                 | Manresa Carrer Nou de Santa Clara, junt al núm. 44                                      | 41° 43′ 16″ N, 1° 50′ 02″ E / 41.721217°N,1.833862°E   | IPA-16662     | Creu de terme del Tort (Manresa) · Vegeu més fotos d'aquest monument · Carregueu una nova foto d'aquest monument                                      |
| Creu de terme de la Culla                                                      |                 | XX                                                                   | Manresa                                                                                 | 41° 43′ 11″ N, 1° 50′ 21″ E / 41.719747°N,1.839061°E   | IPA-16663     | Creu de terme de la Culla (Manresa) · Vegeu més fotos d'aquest monument · Carregueu una nova foto d'aquest monument                                   |
| Creu de terme de Guixera                                                       | BCIL 1985       | Obra popular XV                                                      | Manresa Pl. de les Bases de Manresa - Ctra. Santpedor                                   | 41° 44′ 10″ N, 1° 49′ 56″ E / 41.736126°N,1.832339°E   | IPA-16664     | Creu de terme de Guixera (Manresa) · Vegeu més fotos d'aquest monument · Carregueu una nova foto d'aquest monument                                    |
| Creu de terme del Pont Nou                                                     | BCIL 1985       | Obra popular XV                                                      | Manresa Ctra. de Cardona, 99                                                            | 41° 43′ 35″ N, 1° 48′ 55″ E / 41.726448°N,1.815153°E   | IPA-16665     | Creu de terme del Pont Nou (Manresa) · Vegeu més fotos d'aquest monument · Carregueu una nova foto d'aquest monument                                  |
| Creu de terme de Salelles                                                      | BCIL 2013       | XX                                                                   | Manresa C. 241, prop la benzinera de Salelles                                           | 41° 42′ 12″ N, 1° 47′ 42″ E / 41.703427°N,1.794885°E   | IPA-16666     | Creu de terme de Salelles (Manresa) · Vegeu més fotos d'aquest monument · Carregueu una nova foto d'aquest monument                                   |
| Teatre Kursaal                                                                 | BCIL 1985       | Noucentisme Josep Firmat i Serramalera XX (1927)                     | Manresa Passeig de Pere III, 35                                                         | 41° 43′ 40″ N, 1° 49′ 24″ E / 41.727904°N,1.823224°E   | IPA-32167     | Teatre Kursaal (Manresa) · Vegeu més fotos d'aquest monument · Carregueu una nova foto d'aquest monument                                              |
| Cinema Olimpia                                                                 | BCIL 1985       | Noucentisme Josep Danés i Torras XX (1926)                           | Manresa Carrer Àngel Guimerà, 21                                                        | 41° 43′ 35″ N, 1° 49′ 27″ E / 41.726323°N,1.824276°E   | IPA-32203     | Cinema Olimpia (Manresa) · Vegeu més fotos d'aquest monument · Carregueu una nova foto d'aquest monument                                              |
| Cementiri municipal                                                            | BCIL 1985       | Neoclassicisme romàntic, historicisme XIX Mitjan                     | Manresa Camí de la Suanya                                                               | 41° 43′ 38″ N, 1° 48′ 42″ E / 41.727279°N,1.811754°E   | IPA-32211     | Cementiri municipal (Manresa) · Vegeu més fotos d'aquest monument · Carregueu una nova foto d'aquest monument                                         |
| Pou de la Gallina: pou i capella                                               | BCIL 1985       | Obra popular XVIII, XX Mitjan                                        | Manresa Carrer de Sobrerroca, 22                                                        | 41° 43′ 27″ N, 1° 49′ 40″ E / 41.724206°N,1.827853°E   | IPA-32222     | Pou de la Gallina: pou i capella (Manresa) · Vegeu més fotos d'aquest monument · Carregueu una nova foto d'aquest monument                            |
| Dipòsits vells, Museu de la Tècnica de Manresa                                 | BCIL 2013       | Academicisme XIX                                                     | Manresa Ctra. Santpedor - c. de la Séquia                                               | 41° 43′ 58″ N, 1° 49′ 55″ E / 41.732709°N,1.831878°E   | IPA-32224     | Dipòsits vells (Manresa) · Vegeu més fotos d'aquest monument · Carregueu una nova foto d'aquest monument                                              |
| Capella i antiga Residència dels Jesuïtes de Sant Pau                          | BCIL 1985       | Gòtic XIV                                                            | Manresa Carrer de l'Ermita, 3                                                           | 41° 44′ 20″ N, 1° 53′ 02″ E / 41.738816°N,1.883825°E   | IPA-32243     | Carregueu una nova foto d'aquest monument |
| Hospital de les Germanetes dels Pobres                                         | BCIL 1985       | Historicisme XIX Final                                               | Manresa Carrer de les Saleses, 5-7 - Carrer dels Caputxins                              | 41° 43′ 23″ N, 1° 49′ 56″ E / 41.723071°N,1.832166°E   | IPA-32244     | Hospital de les Germanetes dels Pobres (Manresa) · Vegeu més fotos d'aquest monument · Carregueu una nova foto d'aquest monument                      |
| Església de Valldaura, Dominiques                                              | BCIL 1985       | Historicisme XIX-XX                                                  | Manresa C. del Bruc, 45-47 - c. Nou de Valldaura                                        | 41° 43′ 27″ N, 1° 49′ 08″ E / 41.724289°N,1.818912°E   | IPA-32245     | Església de Valldaura (Manresa) · Vegeu més fotos d'aquest monument · Carregueu una nova foto d'aquest monument                                       |
| Capella de Sant Ignasi Malalt de Manresa                                       | BCIL 1985       | Obra popular XVII                                                    | Manresa Pl. de Sant Ignasi Malalt, 2                                                    | 41° 43′ 26″ N, 1° 49′ 37″ E / 41.7237637°N,1.8269819°E | IPA-32253     | Capella de Sant Ignasi Malalt (Manresa) · Vegeu més fotos d'aquest monument · Carregueu una nova foto d'aquest monument                               |
| Capella del Popolo, o Capella de la Mare de Déu del Pòpul                      | BCIL 1985       | Obra popular XIX                                                     | Manresa Baixada del Pòpul                                                               | 41° 43′ 23″ N, 1° 49′ 38″ E / 41.723059°N,1.827176°E   | IPA-32254     | Capella del Popolo (Manresa) · Vegeu més fotos d'aquest monument · Carregueu una nova foto d'aquest monument                                          |
| Casa Matamala                                                                  | BCIL 1985       | Obra popular XIX-XX                                                  | Manresa C. Tres Roures, 1 - c. Martí Julià, 27 - c. Bernat Oller                        | 41° 43′ 40″ N, 1° 49′ 11″ E / 41.727788°N,1.819650°E   | IPA-32324     | Casa Matamala (Manresa) · Vegeu més fotos d'aquest monument · Carregueu una nova foto d'aquest monument                                               |
| Casa Puig i Font                                                               | BCIL 1985       | Historicisme Ignasi Oms i Ponsa XIX (1900)                           | Manresa Pg. Pere III, 36                                                                | 41° 43′ 40″ N, 1° 49′ 26″ E / 41.727778°N,1.823798°E   | IPA-32332     | Casa Puig i Font (Manresa) · Vegeu més fotos d'aquest monument · Carregueu una nova foto d'aquest monument                                            |
| Torre del Lluvià, Vil·la Emília                                                | BCIL 2013       | Modernisme Ignasi Oms i Ponsa XIX                                    | Manresa Camí de Rajadell                                                                | 41° 43′ 31″ N, 1° 47′ 23″ E / 41.725146°N,1.789591°E   | IPA-32384     | Torre del Lluvià (Manresa) · Vegeu més fotos d'aquest monument · Carregueu una nova foto d'aquest monument                                            |
| Mas de la Morera                                                               | BCIL 1985       | Obra popular, modernisme XIX-XX                                      | Manresa Camí de Rajadell                                                                | 41° 43′ 54″ N, 1° 46′ 36″ E / 41.731737°N,1.776604°E   | IPA-32385     | Mas de la Morera (Manresa) · Vegeu més fotos d'aquest monument · Carregueu una nova foto d'aquest monument                                            |
| Mas de l'Oller                                                                 | BCIL 1985       | Obra popular XVII-XVIII                                              | Manresa Camí del Raval a Monistrol, a 800 m. de la carretera d'Igualada.                | 41° 42′ 17″ N, 1° 48′ 09″ E / 41.704647°N,1.802532°E   | IPA-32393     | Mas de l'Oller (Manresa) · Vegeu més fotos d'aquest monument · Carregueu una nova foto d'aquest monument                                              |
| Mas de cal Balcells                                                            | BCIL 1985       | Obra popular                                                         | Manresa Camí de Rajadell                                                                | 41° 43′ 55″ N, 1° 47′ 12″ E / 41.731913°N,1.786803°E   | IPA-32401     | Mas de cal Balcells (Manresa) · Vegeu més fotos d'aquest monument · Carregueu una nova foto d'aquest monument                                         |
| Torre d'en Carreras                                                            | BCIL 1985       | Obra popular XX Inici                                                | Manresa Pujada Roja - Els Dolors                                                        | 41° 44′ 14″ N, 1° 50′ 44″ E / 41.737307°N,1.845522°E   | IPA-32409     | Torre d'en Carreras (Manresa) · Vegeu més fotos d'aquest monument · Carregueu una nova foto d'aquest monument                                         |
| Central elèctrica La Catalana                                                  | BCIL 1985       | Obra popular XX (1920)                                               | Manresa Ctra. d'Igualada                                                                | 41° 43′ 01″ N, 1° 48′ 46″ E / 41.716979°N,1.812897°E   | IPA-32425     | Central elèctrica La Catalana (Manresa) · Vegeu més fotos d'aquest monument · Carregueu una nova foto d'aquest monument                               |
| Xemeneia de la Fàbrica Cura                                                    | BCIL 1985       | Obra popular XIX Mitjan                                              | Manresa Carretera del Pont de Vilomara, 9                                               | 41° 43′ 44″ N, 1° 50′ 00″ E / 41.728978°N,1.833286°E   | IPA-32434     | Xemeneia de la Fàbrica Cura (Manresa) · Vegeu més fotos d'aquest monument · Carregueu una nova foto d'aquest monument                                 |
| Mercat públic, mercat dels Infants o les Mandongueres                          |                 | Modernisme Ignasi Oms i Ponsa XX (1900, 1932)                        | Manresa Plaça Infants (enderrocat)                                                      | 41° 43′ 30″ N, 1° 49′ 36″ E / 41.724924°N,1.826583°E   | IPA-34867     | Carregueu una nova foto d'aquest monument |
| Edifici transformador de la Manresana d'Electricitat                           | BCIL 1985       | Obra popular XX (1920)                                               | Manresa Carrer Canonge Muntanyà, 2                                                      | 41° 43′ 36″ N, 1° 49′ 17″ E / 41.726702°N,1.821445°E   | IPA-34869     | Edifici transformador de la Manresana d'Electricitat (Manresa) · Vegeu més fotos d'aquest monument · Carregueu una nova foto d'aquest monument        |
| Transformador de la Manresana d'Electricitat al Pont Vilomara                  | BCIL 1985       | Obra popular XX (1931)                                               | Manresa Ctra. del Pont de Vilomara BV-1225, km 4,5                                      | 41° 42′ 42″ N, 1° 52′ 06″ E / 41.711639°N,1.8682°E     | IPA-34870     | Carregueu una nova foto d'aquest monument |
| Casa Planell                                                                   | BCIL 1985       | XIX                                                                  | Manresa Baixada de la Seu, 5 - C. del Bisbe, 5                                          | 41° 43′ 22″ N, 1° 49′ 38″ E / 41.722702°N,1.827103°E   | IPA-34875     | Casa Planell (Manresa) · Vegeu més fotos d'aquest monument · Carregueu una nova foto d'aquest monument                                                |
| Casa Fornells (Manresa), o Casa Morros                                         | BCIL 1985       | XX (1917)                                                            | Manresa Carrer Urgell, 40 - Muralla de Sant Domènec, 27                                 | 41° 43′ 28″ N, 1° 49′ 19″ E / 41.724359°N,1.821813°E   | IPA-34876     | Casa Fornells (Manresa) · Vegeu més fotos d'aquest monument · Carregueu una nova foto d'aquest monument                                               |
| Cases Barates de la Sagrada Família                                            | BCIL 1985       | Obra popular Josep Firmat i Serramalera XX (1926-1932)               | Manresa Carrer Vallès, 1-17                                                             | 41° 43′ 34″ N, 1° 50′ 18″ E / 41.726015°N,1.838269°E   | IPA-34877     | Cases Barates de la Sagrada Família (Manresa) · Vegeu més fotos d'aquest monument · Carregueu una nova foto d'aquest monument                         |
| Casa Soler Casolleras                                                          | BCIL 1985       | Noucentisme XX                                                       | Manresa Ctra. Vic, 99                                                                   | 41° 43′ 44″ N, 1° 49′ 49″ E / 41.729022°N,1.830216°E   | IPA-34878     | Casa Soler Casolleras (Manresa) · Vegeu més fotos d'aquest monument · Carregueu una nova foto d'aquest monument                                       |
| Mas de les Marcetes                                                            | BCIL 1985       | Obra popular XVI-XVII                                                | Manresa Trencall que surt del camí que uneix la ctra. del Pont de Vilomara a Viladordis | 41° 43′ 04″ N, 1° 51′ 48″ E / 41.717692°N,1.863398°E   | IPA-34879     | Mas de les Marcetes (Manresa) · Vegeu més fotos d'aquest monument · Carregueu una nova foto d'aquest monument                                         |
| Can Vinyes, o la Talaia                                                        | BCIL 1985       | Obra popular XIX Final                                               | Manresa Sector de la Talaia                                                             | 41° 44′ 21″ N, 1° 49′ 41″ E / 41.739079°N,1.827967°E   | IPA-34880     | Can Vinyes (Manresa) · Vegeu més fotos d'aquest monument · Carregueu una nova foto d'aquest monument                                                  |
| Antiga Impremta Esparbé                                                        | BCIL 2013       | XVIII-XX                                                             | Manresa Carrer Immaculada, 2                                                            | 41° 43′ 25″ N, 1° 49′ 41″ E / 41.723511°N,1.828180°E   | IPA-34909     | Antiga Impremta Esparbé (Manresa) · Vegeu més fotos d'aquest monument · Carregueu una nova foto d'aquest monument                                     |
| Antic Casal Regionalista, Cinematògraf Principal, Casa Abadal, Banca Arnús     | BCIL 2004       | Modernisme XX                                                        | Manresa Pg. Pere III, 12                                                                | 41° 43′ 34″ N, 1° 49′ 25″ E / 41.726152°N,1.823702°E   | IPA-34927     | Antic Casal Regionalista (Manresa) · Vegeu més fotos d'aquest monument · Carregueu una nova foto d'aquest monument                                    |
| Teatre del Conservatori, antic Convent dels Dominics                           |                 | Historicisme XX                                                      | Manresa Muralla de Sant Domènec                                                         | 41° 43′ 29″ N, 1° 49′ 24″ E / 41.7248°N,1.82329°E      | IPA-34935     | Teatre del Conservatori (Manresa) · Vegeu més fotos d'aquest monument · Carregueu una nova foto d'aquest monument                                     |
| Celler Cooperatiu de Salelles                                                  |                 | Obra popular, historicisme XX Inici                                  | Manresa Ctra. C-37, km 91                                                               | 41° 42′ 34″ N, 1° 48′ 09″ E / 41.709340°N,1.802570°E   | IPA-40509     | Carregueu una nova foto d'aquest monument |